# Klaus Walther (Schriftsteller)

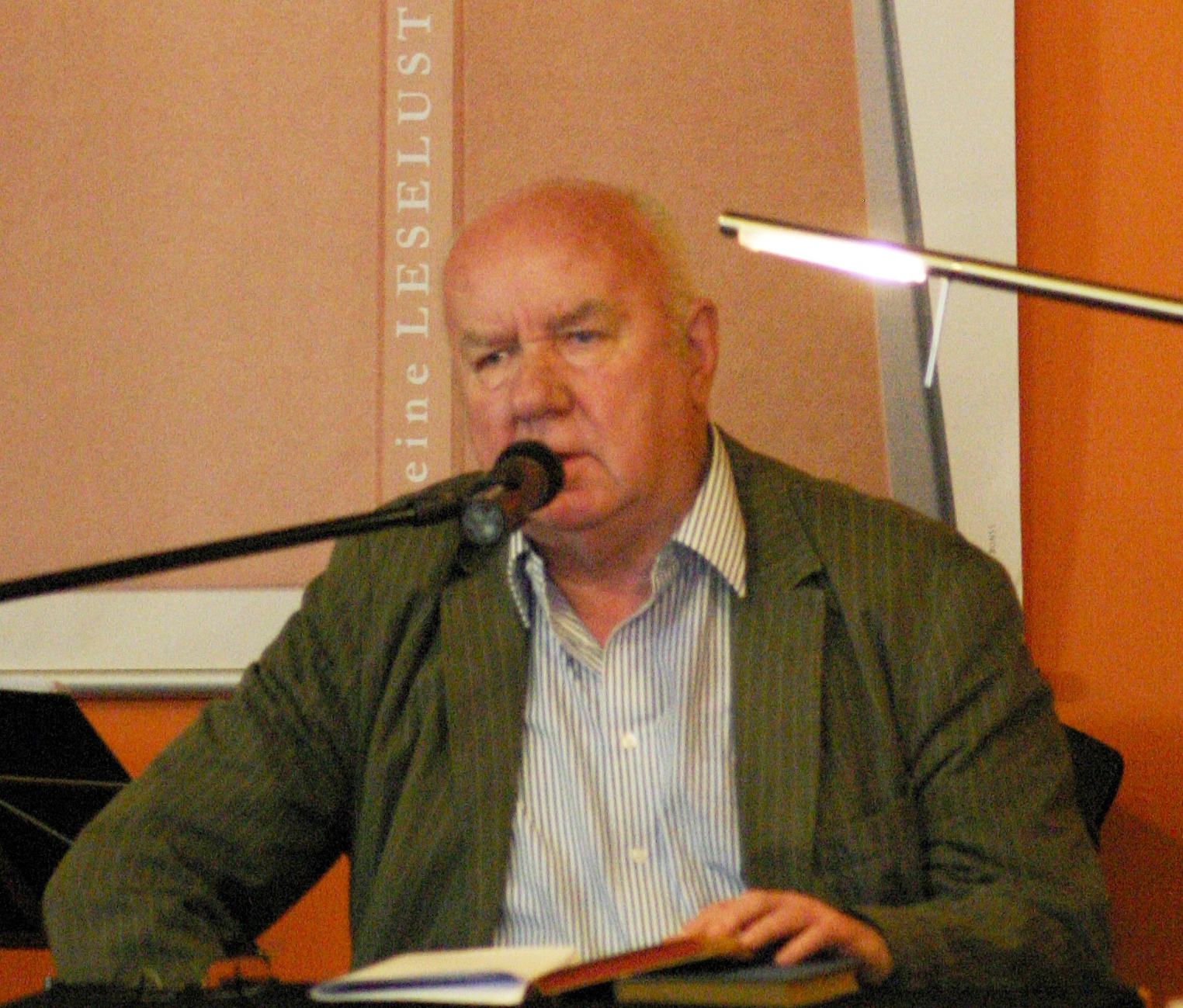
Klaus Walther, 2010

Klaus Walther (* 25. März 1937 in Chemnitz; † 10. Mai 2023 in Lößnitz) war ein deutscher Literaturwissenschaftler und Schriftsteller.

## Leben und Wirken
Walther wuchs als Sohn eines Kistenfabrikanten im erzgebirgischen Kühnhaide (heute Ortsteil von Zwönitz) auf. 1955 legte er sein Abitur an der Ernst-Schneller-Oberschule in Aue (dem heutigen Clemens-Winkler-Gymnasium, dessen Förderverein er 1991 mitbegründete) ab. Nach einem nicht abgeschlossenen Studium der Journalistik (1957 bis 1959) absolvierte Walther von 1961 bis 1964 ein Studium der Literaturwissenschaften am Literaturinstitut Johannes R. Becher, wo er anschließend als Oberassistent für Prosa wirkte. Von 1964 bis 1978 war er Verlagslektor des Mitteldeutschen Verlages, von 1978 bis 1983 Direktor des Bezirkskunstzentrums Karl-Marx-Stadt. Erste Essayveröffentlichungen erfolgten 1957. Als Literaturkritiker war er unter anderem als Herausgeber der jährlichen Kritik-Bände mit Eberhard Günther und Werner Liersch tätig.
Das Augenmerk seines literarischen Schaffens galt Autoren der DDR wie Erik Neutsch, Erwin Strittmatter, Helmut Richter, aber auch Vertretern der Weltliteratur wie Charles Sealsfield, Konstantin Paustowski und insbesondere Hermann Hesse (Film, Essay, Biografie). Er initiierte 1967 den jährlichen Literaturtreff Zwönitzer Gespräche im VEB Meßgerätewerk Zwönitz, an denen sich Musikwissenschaftler, Komponisten, Grafiker, Schauspieler, Fernsehdramatiker und Filmemacher beteiligten. Mit einer Dissertation mit dem Titel Bodo Uhse, Leben und Werk – Versuch einer Interpretation wurde Walther 1982 zum Dr. phil. promoviert.
Seitdem arbeitete er als freischaffender Verleger, Literatur- und Theaterkritiker sowie Autor. Walther war Mitglied des Schriftstellerverbandes der DDR, gehörte der SED-Bezirksleitung Karl-Marx-Stadt an und war für sein Wirken mit der Verdienstmedaille der DDR ausgezeichnet worden. Seit 1957 stand er unter permanenter Observation durch das Ministerium für Staatssicherheit.
Nach der politischen Wende leitete Walther von 1991 bis 2001 den Chemnitzer Verlag (das Buchprogramm der Freien Presse) und war seit seinem dortigen Ausscheiden als selbständiger Verlagsberater, Autor und Herausgeber tätig. Seit 1991 bekleidete Walther das Amt des stellvertretenden Vorsitzenden des Sächsischen Schriftstellervereins e. V. Chemnitz. Ebenfalls 1991 begründete er die Buchhandlung „Bücher Walther“, die mittlerweile Filialen in Stollberg, Zwönitz, Aue und Thalheim hat. Zudem war er von 1996 bis 1999 Vorsitzender des Landesverbandes Sachsen, Sachsen-Anhalt und Thüringen im Börsenverein des Deutschen Buchhandels und gehörte ab 2002 dem PEN-Zentrum Deutschland an. Er veröffentlichte über 40 Bücher mit vornehmlich regionalem oder bibliophilem Inhalt als Autor oder Herausgeber.
Walther lebte in der Bergstadt Zwönitz, von der er in Anerkennung seines Schaffens am 23. März 2002 zum Ehrenbürger ernannt wurde. Seine letzten Lebensmonate verbrachte er in einem Pflegeheim in Lößnitz.

## Werke (Auswahl)
- Der Gefangene der Piraten. Eine abenteuerliche Erzählung um Martin Behaim. Knabe-Verlag, Weimar 1961.
- Bergland-Mosaik. Ein Buch vom Erzgebirge. (gemeinsam mit Manfred Blechschmidt). Greifenverlag, Rudolstadt 1969.
- Böhmische Spaziergänge. Reisen zwischen Cheb und Ústí nad Labem. (mit Manfred Blechschmidt). VEB F. A. Brockhaus Verlag, Leipzig 1978.
- Vogtlandbilder. Miniaturen einer Landschaft. (mit Manfred Blechschmidt). Greifenverlag, Rudolstadt 1979.
- Noch zehn Minuten bis Buffalo. Amerikanische Augenblicke. Greifenverlag, Rudolstadt 1986. ISBN 978-3-7352-0007-5.
- Erzgebirgs-Lexikon. (mit Manfred Blechschmidt). Chemnitzer Verlag, Chemnitz 1991. ISBN 978-3-928678-01-8.
- Das große sächsische Weihnachtsbuch. Weidlich/Flechsig, Würzburg 1993. ISBN 978-3-8035-1370-0.
- Mit Büchern leben. Schreibwaren & Drucksachen. Chemnitzer Verlag, Chemnitz 1995. ISBN 978-3-928678-21-6
- Silbernes Erzgebirge. Das große Buch vom deutschen Weihnachtsland. (mit Manfred Blechschmidt). Chemnitzer Verlag, 3. Auflage, [Chemnitz] 1999. ISBN 978-3-928678-41-4.
- Das große Buch vom Vogtland. Reisen zwischen Elster und Saale. (mit Manfred Blechschmidt). Chemnitzer Verlag, Chemnitz 1999. ISBN 978-3-928678-52-0.
- Hermann Hesse. dtv, München 2002. ISBN 978-3-423-31062-8.
- Karl May. dtv, München 2002. ISBN 978-3-423-31056-7.
- Bücher sammeln. Kleine Philosophie der Passionen. dtv, München 2004. ISBN 978-3-423-34142-4.
- Erzgebirge. Reiseführer. Chemnitzer Verlag, Chemnitz 2004.
- Was soll man lesen? Ein Lese-Verführer. Faber & Faber, Leipzig 2005. ISBN 978-3-936618-67-9.
- Der schöne Monat Mai. Eine Erinnerung. dtv, München 2007. ISBN 978-3-423-34398-5.
- Der Sachsendreier-Mord. Kriminalroman. Das Neue Berlin, Berlin 2008. ISBN 978-3-360-01953-0.
- Erik Neutsch. Spur des Lebens. Das Neue Berlin, Berlin 2010. ISBN 978-3-360-01985-1.
- Burgunder ist so rot wie Blut. Kriminalroman. Chemnitzer Verlag, Chemnitz 2011. ISBN 978-3-937025-67-4.
- Karl May. Eine sächsische Biografie. Chemnitzer Verlag, [Chemnitz] 2012. ISBN 978-3-937025-89-6.
- Der Erzgebirgskreis. Landschaft, Geschichte, Gegenwart. (Hrsg. für den Schriftstellerverein Chemnitz-Erzgebirge e. V.). Mironde, [Niederfrohna] 2013. ISBN 978-3-937654-42-3.
- Haben Sie das alles gelesen? Ein Buch für Leser und Sammler. (Hrsg. gemeinsam mit Dieter Lehnhardt). Mironde, Niederfrohna 2014. ISBN 978-3-937654-80-5.
- Romantische Lieder und eine Leiche. Ein Bücher-Krimi. Mironde, [Niederfrohna] 2015. ISBN 978-3-937654-87-4.
- Die Büchermacher. Von Verlegern und ihren Verlagen. Quintus, Berlin 2017. ISBN 978-3-945256-89-3.